# Altmühltherme

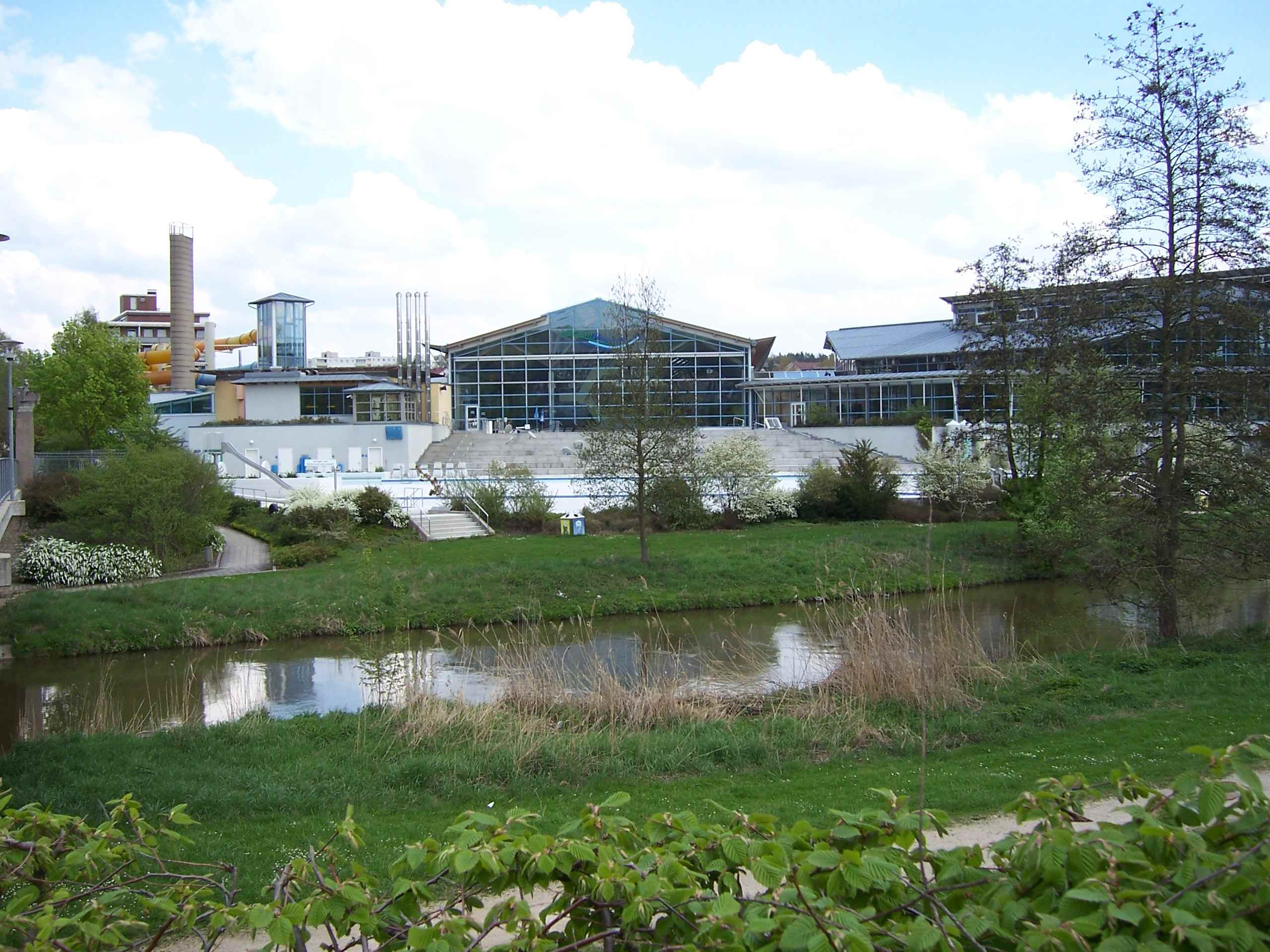
Altmühltherme Treuchtlingen

Die Altmühltherme ist ein Thermalbad mit angeschlossenem Familien- und Aktivbad, Saunalandschaft und Freibad im mittelfränkischen Erholungsort Treuchtlingen.

## Geschichte
Die Therme wurde in ihrer derzeitigen Form 1996 fertiggestellt. Sie wird aus zwei Thermalbohrungen gespeist.
Die Voraussetzungen für die Altmühltherme wurden 1981 geschaffen, nachdem die Altmühltaler Mineralbrunnen GmbH bei Bohrungen auf Thermalwasser gestoßen war. Später wurde eine zweite Bohrung niedergebracht. 1996 wurde die Therme zu einem modernen Badkomplex mit insgesamt 3200 Quadratmetern Wasserfläche erweitert und eine Kurmittelabteilung angeschlossen.

## Technische Daten
Das fluoridhaltige Thermalwasser aus 800 Metern Tiefe hat einen hohen Mineralgehalt. Die Temperatur des Tiefenwassers beträgt 28 Grad Celsius. In den Thermalinnen- und -außenbecken wird die Wassertemperatur auf 30 bis 36 Grad Celsius aufgeheizt. Das Wasser ist aus medizinischer Sicht zur Rehabilitation sowie zur Linderung bei Beschwerden im Wirbelsäulen- und Gelenksbereich angezeigt und kann bei neurologischen Einschränkungen und Osteoporose den Genesungsprozess fördern.
Im angeschlossenen Kurmittelzentrum Altmühlvital werden unter anderem medizinische Bäder, Massagen, Fango, Entstauungstherapien, Bewegungstherapien und Krankengymnastik angeboten.
Die Altmühltherme wird von rund 300.000 Personen pro Jahr besucht. Sie ist das einzige Thermalbad im Naturpark Altmühltal, dem drittgrößten Naturpark Deutschlands. Der Einzugsbereich reicht von etwa Augsburg im Süden, Ingolstadt im Osten sowie Heilbronn, Würzburg und Nürnberg im Westen und Norden.